# 埃里克·安德森
埃里克·瓦尔弗雷德·安德森（英語：Eric Walfred Anderson，1970年5月26日—2018年12月9日）是美国职业篮球运动员，曾效力于NBA联盟。